# Salamanca Club de Fútbol UDS
El Salamanca UDS, antes conocido como Club de Fútbol Salmantino, es un club de fútbol perteneciente a la ciudad de Salamanca (España). En la temporada 2025-26 milita en el grupo I de la Segunda Federación.
Disputa sus partidos como local en el Estadio Helmántico.

## Historia
Durante el verano de 2013, tras la disolución de la UD Salamanca, el Club Deportivo Club de Fútbol Salmantino (coloquialmente, C. F. Salmantino), obtiene todos los derechos de la Fundación UDS competitivos, deportivos y federativos que poseía de los equipos de las categorías inferiores, habiendo sido cedidos los mismos por la concursada UD Salamanca. Durante dos temporadas compite en la plaza del CD Salmantino (equipo filial de la UD Salamanca).
Sin embargo, el auto de fecha 23 de diciembre de 2014 de la Audiencia Provincial de Salamanca dictaminó que el actual CF Salmantino es un equipo "de nueva creación" y que dicha cesión de derechos deportivos se hizo de manera contraria a lo prescrito por los autos dictados por el juzgado de lo mercantil n.º 4 de Salamanca, por lo que, al finalizar la temporada 2014-15, la Real Federación Española de Fútbol descendió a todos los equipos del Salmantino a la categoría más baja de sus respectivas edades, y el primer equipo tuvo que empezar la temporada 2015-16 desde la categoría Provincial.

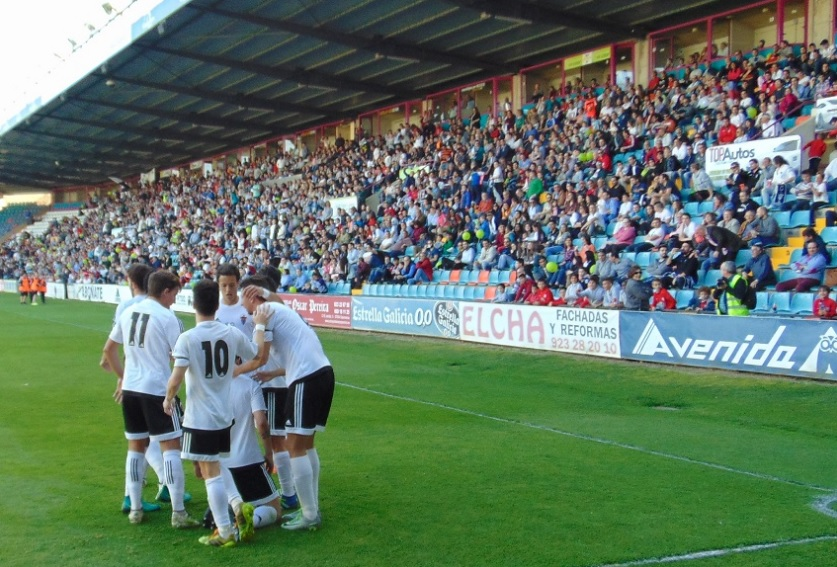
Plantilla del CF Salmantino celebrando un tanto en el Helmántico en la temporada 2016-17.

### Tras el descenso administrativo
En la temporada 2015-16 el CF Salmantino consiguió el ascenso a la categoría Regional.
Durante temporada 2016-17, antes de comenzar la disputa de algunos partidos en casa, el CF Salmantino rindió distintos homenajes a la UD Salamanca, como por ejemplo, el reconocimiento de algunos de los socios más antiguos de la misma que apoyan al equipo, otorgándoles los cinco primeros números de socio. También se homenajeó a la antigua sección de atletismo de la UD Salamanca e invitó al atleta local Álvaro de Arriba y al histórico José Luis Sánchez Paraíso a realizar un saque de honor. Otras personas del ámbito futbolístico de Salamanca también han mostrado su simpatía con el proyecto como, por ejemplo, los exjugadores Luis García García, José Luis Sánchez Barrios, Ángel de los Santos, César Brito, Pauleta, y el también ex seleccionador nacional Vicente del Bosque.
En mayo de 2016, como punto de inicio del proceso de remodelación y preparación del club para afrontar los retos del nuevo proyecto, se hizo oficial el fichaje como técnico de José María Hernández, 'María'. El que fue el último entrenador de la extinta Unión Deportiva Salamanca llegó al club con el objetivo de configurar una plantilla competitiva y de afrontar la temporada con el claro objetivo de ascender a Tercera División.
El 23 de abril de 2017, a cinco jornadas del final de temporada y tras haber cursado un año deportivo casi perfecto, el CF Salmantino consiguió el ascenso matemático a Tercera División, retornando así a la categoría nacional dos años después del descenso administrativo.
Tras el ascenso, el CF Salmantino UDS asumió de nuevo el reto de ascender para intentar devolver a la ciudad fútbol en Segunda B en la temporada 2018-19 tras cinco años de ausencia. La plantilla sufrió una profunda renovación al incorporar múltiples jugadores salmantinos así como algunos provenientes de América y otros puntos de España.
El 24 de junio de 2018 el Salmantino UDS consiguió el ascenso a Segunda División B tras ganar su eliminatoria contra el Sociedad Deportiva Compostela por 2-1 en el cómputo global. Manuel Lovato, presidente del club, confirmó durante el pospartido la futura transformación del club a Sociedad Anónima Deportiva, si bien esto aún no ha ocurrido.

### Patrimonio de la Unión Deportiva Salamanca y cambio de denominación
El 10 de mayo de 2017 se hizo oficial la compra de varios bienes de la Unión Deportiva Salamanca (previa autorización judicial emitida dos días antes) por el CF Salmantino por un precio de 152.008€. Los bienes adquiridos fueron la boutique, la marca, el escudo, el himno, los trofeos y la documentación histórica de la UDS. Para culminar la adquisición y la reunión de los símbolos, el día 12 de julio del mismo año el club publicó un comunicado anunciando que en la temporada 2017-18 pasaría a llamarse CF Salmantino UDS, añadiendo las siglas UDS a la denominación en honor a la Unión Deportiva Salamanca.
El presidente del club anunció que el Salmantino podría adoptar dichos símbolos para su uso deportivo y corporativo en un futuro si así lo decidiesen los abonados. Ese uso, como anunció en junio de 2017, podría hacerse efectivo en la temporada 2018-19. Esto, sin embargo, se encuentra en entredicho, puesto que dichas marcas podrían haber "caducado", tal y como expresó en su día la EUIPO y como deben aclarar los tribunales.
El 21 de julio de 2018 el club anuncia que utilizará de forma oficial el escudo de la UDS, previa autorización de la Federación, a partir de la temporada 2018-19. Pocos días después el club anuncia también un cambio de nombre, pasando a denominarse Salamanca CF UDS. Aunque la FCYLF admite el cambio de nombre para la temporada 2018-19, la RFEF confirma la nueva denominación a todos los efectos para la temporada 2019-20.
El siguiente esquema muestra las distintas denominaciones del club a lo largo del tiempo:

## Trayectoria
- Temporadas en Segunda B (3): 2018-19, 2019-20, 2020-21.
- Temporadas en Segunda RFEF (3): 2021-22, 2024-25, 2025-26.
- Temporadas en Tercera (3): 2013-14, 2014-15, 2017-18.
- Temporadas en Tercera RFEF (2): 2022-23, 2023-24.
- Temporadas en Regional (1): 2016-17.
- Temporadas en Provincial (1): 2015-16.

Resumen de temporadas
| Total     | Total                    | Total | Total | Total | Total | Total | Total | Total | Total | Total | Casa | Casa | Casa | Casa | Casa | Casa | Casa | Casa | Fuera | Fuera | Fuera | Fuera | Fuera | Fuera | Fuera | Fuera | Otros                             |
| Temporada | Categoría                | Pos   | Pt    | J     | G     | E     | P     | GF    | GC    | Dif   | Pt   | J    | G    | E    | P    | GF   | GC   | Dif  | Pt    | J     | G     | E     | P     | GF    | GC    | Dif   | Nota                              |
| 2013-14   | Tercera Grupo VIII       | 9º    | 54    | 38    | 15    | 9     | 14    | 52    | 54    | -2    | 32   | 19   | 9    | 5    | 5    | 28   | 21   | +7   | 22    | 19    | 5     | 6     | 8     | 24    | 33    | -9    |                                   |
| 2014-15   | Tercera Grupo VIII       | 9º    | 55    | 38    | 15    | 10    | 13    | 60    | 47    | +13   | 26   | 19   | 7    | 5    | 7    | 30   | 24   | +6   | 29    | 19    | 8     | 5     | 6     | 30    | 23    | +7    | Descenso administrativo           |
| 2015-16   | Provincial CyL Salamanca | 1º    | 49    | 20    | 15    | 4     | 1     | 51    | 18    | +33   | 22   | 10   | 6    | 4    | 0    | 22   | 9    | +13  | 27    | 10    | 9     | 0     | 1     | 29    | 9     | +20   | Ascenso                           |
| 2016-17   | Regional CyL Grupo B     | 1º    | 84    | 34    | 26    | 6     | 2     | 94    | 26    | +68   | 47   | 17   | 15   | 2    | 0    | 55   | 7    | +48  | 37    | 17    | 11    | 4     | 2     | 39    | 19    | +20   | Ascenso                           |
| 2017-18   | Tercera Grupo VIII       | 4º    | 74    | 38    | 22    | 8     | 8     | 74    | 35    | +39   | 38   | 19   | 12   | 2    | 5    | 45   | 19   | +26  | 36    | 19    | 10    | 6     | 3     | 29    | 16    | +13   | Ascenso                           |
| 2018-19   | Segunda B Grupo I        | 12º   | 49    | 38    | 12    | 13    | 13    | 40    | 42    | -2    | 27   | 19   | 7    | 6    | 6    | 26   | 23   | +3   | 22    | 19    | 5     | 7     | 7     | 14    | 19    | -5    |                                   |
| 2019-20   | Segunda B Grupo II       | 13º   | 34    | 28    | 9     | 7     | 12    | 30    | 39    | -9    | 19   | 13   | 5    | 4    | 4    | 15   | 13   | +2   | 15    | 15    | 4     | 3     | 8     | 15    | 26    | -11   | Temporada suspendida por COVID-19 |
| 2020-21   | Segunda B Grupo I - A    | 9º    | 19    | 18    | 5     | 4     | 9     | 17    | 23    | -6    | 13   | 9    | 3    | 3    | 3    | 12   | 12   | 0    | 7     | 9     | 2     | 1     | 6     | 5     | 11    | -6    | Fase permanencia Segunda RFEF     |
| 2021-22   | Segunda RFEF Grupo I     | 15º   | 41    | 34    | 10    | 11    | 13    | 26    | 29    | -3    | 26   | 17   | 7    | 5    | 5    | 17   | 12   | +5   | 15    | 17    | 3     | 6     | 8     | 9     | 17    | -8    | Descenso a Tercera RFEF           |
| 2022-23   | Tercera RFEF Grupo VIII  | 3°    | 53    | 30    | 16    | 5     | 9     | 38    | 26    | +12   | 31   | 15   | 9    | 4    | 2    | 22   | 9    | +13  | 22    | 15    | 7     | 1     | 7     | 16    | 17    | -1    |                                   |
| 2023-24   | Tercera RFEF Grupo VIII  | 2°    | 73    | 34    | 21    | 10    | 3     | 62    | 16    | +46   | 39   | 17   | 11   | 5    | 1    | 31   | 6    | +25  | 35    | 17    | 10    | 5     | 2     | 31    | 9     | +22   | Ascenso a Segunda RFEF            |
| 2024-25   | Segunda RFEF Grupo I     | 9°    | 47    | 34    | 13    | 8     | 13    | 43    | 48    | -5    | 21   | 17   | 5    | 6    | 6    | 24   | 27   | -3   | 26    | 17    | 8     | 2     | 7     | 19    | 21    | -2    |                                   |
| 2025-26   | Segunda RFEF Grupo I     | -     | -     | -     | -     | -     | -     | -     | -     | -     | -    | -    | -    | -    | -    | -    | -    | -    | -     | -     | -     | -     | -     | -     | -     | -     |                                   |

## Palmarés
| Campeonatos        | Temporada |
| ------------------ | --------- |
| Primera Provincial | 2015-16   |
| Primera Regional   | 2016-17   |

## Estadio
El Salamanca UDS juega sus partidos como local en el Estadio Helmántico, con capacidad para 17.341 espectadores. Tras la desaparición de la Unión Deportiva Salamanca, en el proceso de liquidación concursal, el Estadio Helmántico salió a subasta, y finalmente se escrituró a favor de Desarrollos Empresariales Deportivos SL, dirigida entonces por el empresario mexicano Miguel Alejandro Miranda, el cual compartía proyecto deportivo con el CF Salmantino y le cedió el uso del estadio.
Durante la temporada 2016-17, el Salmantino se propone diseñar un logotipo identificativo para el estadio Helmántico. Dicha imagen comienza a ser utilizada en marzo de 2017.

## Escudo
El escudo del Salamanca UDS tiene forma circular y está dividido verticalmente en dos mitades o cuarteles. Entre ambas divisiones, en la parte superior, se encuentra un balón de fútbol de principios del siglo XX.
El primer cuartel es igual a su correspondiente en el escudo municipal de Salamanca: El puente romano de la ciudad, construido en el siglo I sobre el río Tormes, con un toro pasante y una encina. En el segundo, se leen las siglas UDS, iniciales del nombre de la extinta Unión Deportiva Salamanca.
El escudo data del año 1932.

## Uniforme
- Uniforme Titular: El Salamanca UDS viste con camiseta blanca con detalles dorados en cuello, mangas, escudo y patrocinadores; pantalón negro y medias blancas con detalles en negro.
- Uniforme Visitante: La segunda camiseta es de color negra con detalles en dorado en cuello, mangas, escudo y patrocinadores al igual que en la primera equipación; pantalón negro y medias negras.

| Periodo | Proveedor                      | Proveedor | Patrocinador principal            | Patrocinadores secundarios |
| ------- | ------------------------------ | --------- | --------------------------------- | -------------------------- |
| 2013-14 |                                | Erreà     | Salamanca Suite Studios           | Sin patrocinadores         |
| 2014-15 |                                | Erreà     | Salamanca Suite Studios           | Sin patrocinadores         |
| 2015-16 |                                | Erreà     | Salamanca Suite Studios           | Sin patrocinadores         |
| 2016-17 |                                | Adidas    | Salamanca Suite Studios           | Sin patrocinadores         |
| 2017-18 | CIPA Marca Deportiva           | CIPA      | berkeleyminera                    | Salamanca Suite Studios    |
| 2018-19 |                                | Adidas    | Sin patrocinador                  | FoneStore                  |
| 2019-20 |                                | Umbro     | LIOMEX.com LIOFILIZADOS DE MÉXICO | • ENERGÍA CHARRA           |
| 2019-20 | CITROËN - gruponani automoción | Umbro     | LIOMEX.com LIOFILIZADOS DE MÉXICO |                            |
| 2020-21 | Salamanca Ciudad del Talento   | Umbro     | • ENERGÍA CHARRA                  |                            |
| 2020-21 | Salamanca Ciudad del Talento   | Umbro     | CITROËN - gruponani automoción    |                            |
| 2020-21 | Salamanca Ciudad del Talento   | Umbro     | AHOGADAS.COM                      |                            |
| 2021-22 |                                | Umbro     |                                   |                            |
|         |                                | Umbro     |                                   |                            |
| 2022-23 |                                | Umbro     |                                   |                            |
| 2023-24 |                                | Umbro     |                                   |                            |
|         |                                | Umbro     |                                   |                            |
| 2024-25 | Meins                          | Umbro     |                                   |                            |
| 2024-25 | Meins                          | Umbro     | Lupagas                           |                            |

## Organigrama social

### Abonados
Durante el verano de 2016, el club lanza una campaña de abonados dirigida especialmente a exsocios de la UD Salamanca, a los que promete reservar el asiento que ocupasen durante los partidos de la Unión una vez se reabra al completo el Helmántico. La masa social sigue creciendo durante la siguiente temporada, y, en la 2018-19, tras abrir todos los sectores del estadio al público, el club asegura superar la cifra de 5600 abonados.

### Dirigentes
| \| Presidente \| Periodo \| \| ---------------------------------- \| ----------- \| \| Francisco Hernández Castellano[25] \| 2013 \| \| Mariano Román[26] \| 2013 - 2014 \| \| Carlos Martín \| 2014 - 2018 \| \| Manuel Lovato \| 2018 - Act. \| |             |
| Presidente | Periodo     |
| Francisco Hernández Castellano | 2013        |
| Mariano Román | 2013 - 2014 |
| Carlos Martín | 2014 - 2018 |
| Manuel Lovato | 2018 - Act. |

## Organigrama deportivo

### Cronología de entrenadores
| Entrenador              | Periodo      |
| ----------------------- | ------------ |
| Sátur López             | 2013 - 2014  |
| José María Hernández    | 2014 - 2015  |
| Juan Francisco Ingelmo  | 2015 - 2016  |
| José María Hernández    | 2016 - 2017  |
| Ramón Calderé           | 2017 - 2018  |
| Pablo Cortés Sánchez    | 2018 - 2018  |
| José Miguel Campos      | 2018 - 2018  |
| Antonio Calderón Burgos | 2018 - 2019  |
| Pablo Cortés Sánchez    | 2019 - 2019  |
| Aitor Larrazabal        | 2019 - 2020  |
| Sergio Egea             | 2020 - 2020  |
| Lolo Escobar            | 2021 - 2021  |
| Antonio Calderón Burgos | 2021 - 2022. |
| José María Hernández    | 2022 - 2022  |
| Jehu Chiapas            | 2022 - 2025  |
| Rafael Dueñas           | 2025 - 2025  |
| Jorge García García     | 2025 - Act.  |

### Equipo filial
Artículo Principal: Salamanca UDS "B"
El equipo filial del Salamanca UDS se denomina Salamanca UDS "B". Fue creado en 2016 (como Club de Fútbol Salmantino "B") y durante la temporada 2025-26 milita en el grupo B de la Primera División Regional de Afcionados de Castilla y León. El Salamanca UDS "B" juega sus partidos como local en las Pistas (también denominadas "Estadio Javier Sotomayor"), anexas al lado sur del Helmántico, y ocasionalmente, en el propio estadio. Anteriormente también lo hacía de forma habitual en "el Tori" (otro campo anexo a los anteriores).

### Salamanca UDS Femenino
Desde la campaña 2019/2020, el Club colaboró mediante un acuerdo de fusión con el principal equipo de fútbol femenino de la ciudad, anteriormente conocido como CD Salamanca FF. El Salamanca UDS Femenino adopta desde ese momento el escudo y colores del Salamanca UDS, además de jugar en el Helmántico sus partidos de mayor repercusión. Milita en la Primera Nacional Femenina de España. El 31 de mayo de 2021 el Salamanca Femenino finaliza el convenio y decide no renovarlo.

### Fútbol base
Durante la temporada 2024-25 el Salamanca UDS cuenta con los siguientes equipos inscritos en categorías de fútbol base:
| Categoría   | Nombre del equipo    | División                                                        |
| Juvenil     | Salamanca CF UDS     | Liga Nacional - Grupo III                                       |
| Juvenil     | Salamanca CF UDS "B" | 1.ª División Regional de Juveniles - Grupo "B" (liga Recoletas) |
| Cadetes     | Salamanca CF UDS     | 1.ª División Regional de Cadetes                                |
| Cadetes     | Salamanca CF UDS "B" | 2.ª División Regional de Cadetes                                |
| Infantil    | Salamanca CF UDS     | 1.ª División Regional de Infantiles                             |
| Infantil    | Salamanca CF UDS "B" | 1.ª División Provincial de Infantiles                           |
| Infantil    | Salamanca CF UDS "C" | 2ª División Provincial de Infantiles                            |
| Alevín      | Salamanca CF UDS     | 1.ª División Provincial de Alevines                             |
| Alevín      | Salamanca CF UDS "B" | 2ª División Provincial de Alevines                              |
| Alevín      | Salamanca CF UDS "C" | 3ª División Provincial de Alevines                              |
| Benjamín    | Salamanca CF UDS     | 1.ª División Provincial de Benjamines                           |
| Benjamín    | Salamanca CF UDS "B" | 2ª División Provincial de Benjamines                            |
| Benjamín    | Salamanca CF UDS "C" | 3ª División Provincial de Benjamines                            |
| Prebenjamín | Salamanca CF UDS     | 1.ª División Provincial de Prebenjamines                        |
| Prebenjamín | Salamanca CF UDS "B" | 2ª División Provincial de Prebenjamines                         |
| Debutantes  | Salamanca CF UDS     | Debutantes                                                      |
| + Que goles | Salamanca CF UDS +   | + Que goles                                                     |

## Estadísticas de la temporada 2025-26

### Resultados Liga 2025-2026
Resultado final de los partidos de la presente temporada:

| Resultados temporada 2024/25 |                |                         |                |                      |         |                |                         |                |                         |                |
| Primera vuelta               | Primera vuelta | Primera vuelta          | Primera vuelta | Primera vuelta       |         | Segunda vuelta | Segunda vuelta          | Segunda vuelta | Segunda vuelta          | Segunda vuelta |
| Jornada                      | Fecha          | Local                   | Resultado      | Visitante            | Jornada | Fecha          | Local                   | Resultado      | Visitante               |                |
| 1                            | 07/09/2025     | Bergantiños CF          | -              | Salamanca CF UDS     | 18      | 11/01/2026     | Salamanca CF UDS        | -              | UD Ourense              |                |
| 2                            | 14/09/2025     | Salamanca CF UDS        | -              | At. Astorga FC       | 19      | 18/01/2026     | R. Valladolid Promesas. | -              | Salamanca CF UDS        |                |
| 3                            | 21/09/2025     | RC Deportivo Fabril     | -              | Salamanca CF UDS     | 20      | 25/01/2026     | Salamanca CF UDS        | -              | At. Astorga FC          |                |
| 4                            | 28/09/2025     | Salamanca CF UDS        | -              | UD Ourense           | 21      | 01/02/2026     | Coruxo FC               | -              | Salamanca CF UDS        |                |
| 5                            | 05/10/2025     | UD Sámano               | -              | Salamanca CF UDS     | 22      | 08/02/2026     | Salamanca CF UDS        | -              | CD Numancia             |                |
| 6                            | 12/10/2025     | Salamanca CF UDS        | -              | SD Sarriana          | 23      | 15/02/2026     | Real Ávila              | -              | Salamanca CF UDS        |                |
| 7                            | 19/10/2025     | CD Numancia             | -              | Salamanca CF UDS     | 24      | 22/02/2026     | Salamanca CF UDS        | -              | CD Marino deLuanco      |                |
| 8                            | 26/10/2025     | Salamanca CF UDS        | -              | Gimnástica Segoviana | 25      | 01/03/2026     | Real Oviedo Vetusta     | -              | Salamanca CF UDS        |                |
| 9                            | 02/11/2025     | Salamanca CF UDS        | -              | Coruxo FC            | 26      | 08/03/2026     | Salamanca CF UDS        | -              | UD Sámano               |                |
| 10                           | 09/11/2025     | R. Valladolid Promesas. | -              | Salamanca CF UDS     | 27      | 15/03/2026     | SD Sarriana             | -              | Salamanca CF UDS        |                |
| 11                           | 16/11/2025     | Salamanca CF UDS        | -              | Real Ávila           | 28      | 22/03/2026     | Salamanca CF UDS        | -              | Bergantiños CF          |                |
| 12                           | 23/11/2025     | CD Marino de Luanco     | -              | Salamanca CF UDS     | 29      | 29/03/2025     | UP Langreo              | -              | Salamanca CF UDS        |                |
| 13                           | 30/11/2025     | Salamanca CF UDS        | -              | Burgos CF Promesas   | 30      | 05/04/2026     | Salamanca CF UDS        | -              | Rayo Cantabria          |                |
| 14                           | 07/12/2025     | Rayo Cantabria          | -              | Salamanca CF UDS     | 31      | 12/04/2026     | Gimnástica Segoviana    | -              | Salamanca CF UDS        |                |
| 15                           | 14/12/2025     | Salamanca CF UDS        | -              | Real Oviedo Vetusta  | 32      | 19/04/2026     | Salamanca CF UDS        | -              | RC Deportivo Fabril     |                |
| 16                           | 21/12/2024     | CD Lealtad Villaviciosa | -              | Salamanca CF UDS     | 33      | 26/04/2026     | Burgos CF Promesas      | -              | Salamanca CF UDS        |                |
| 17                           | 04/01/2026     | Salamanca CF UDS        | -              | UP Langreo           | 34      | 03/05/2026     | Salamanca CF UDS        | -              | CD Lealtad Villaviciosa |                |

### Clasificación Liga 2025-2026
Evolución de la posición en la tabla jornada tras jornada del Salamanca UDS en la presente temporada:
| Posición en la clasificación por jornadas, temporada 2024/25 |    |    |    |    |    |    |    |    |    |    |    |    |    |    |    |    |    |
| Jornada                                                      | 1  | 2  | 3  | 4  | 5  | 6  | 7  | 8  | 9  | 10 | 11 | 12 | 13 | 14 | 15 | 16 | 17 |
| Posición                                                     | -  | -  | -  | -  | -  | -  | -  | -  | -  | -  | -  | -  | -  | -  | -  | -  | -  |
| Jornada                                                      | 18 | 19 | 20 | 21 | 22 | 23 | 24 | 25 | 26 | 27 | 28 | 29 | 30 | 31 | 32 | 33 | 34 |
| Posición                                                     | -  | -  | -  | -  | -  | -  | -  | -  | -  | -  | -  | -  | -  | -  | -  | -  | -  |

(En verde: posición ascenso directo a Primera División RFEF -primer puesto-; En amarillo: posición de play-off ascenso a Primera División RFEF -puestos 2º a 5º-; en negro: posición de permanencia -puestos 6° a 12°-; en gris: posición de play-out -puesto 13º-; en rojo posición de descenso directo a Tercera RFEF -puestos 14º a 18º). 

### Resultados Copa Federación 2025-2026
| Resultados Copa Federación 2025/26 - Fase autonómica Castilla y León - Fase de Grupos |            |                            |           |                  |
| Jornada                                                                               | Fecha      | Local                      | Resultado | Visitante        |
| 1                                                                                     | 02/08/2025 | Salamanca CF UDS           | 1-1       | CD Guijuelo      |
| 2                                                                                     | 09/08/2025 | Unionistas de Salamanca CF | 2-0       | Salamanca CF UDS |
| 3                                                                                     | 16/08/2025 | Salamanca CF UDS           | 2-1       | UD Santa Marta   |